# Kul i Acapulco
Kul i Acapulco (originaltitel: Fun in Acapulco) är en amerikansk komedifilm från 1963 med bland andra Elvis Presley och Ursula Andress.

## Handling
Mike Windgren (Presley) jobbar på en båt i Acapulco. När dottern till båtens ägare får honom sparkad, måste Mike hitta nytt arbete. En pojke, Raoul Almeido, hjälper Mike att få jobb på ett av Acapulos finare hotell som sångare. Mike gör succé men börjar trots det även arbeta som badvakt (gratis), vilket retar upp hotellets badvakt Moreno. Elvis sjunger flera sånger i filmen, bland andra "Bossa Nova Baby", "Mexico", "El Toro", och så klart även introsången "Fun In Acapulco".

## Om filmen
Filmen utspelar sig i den mexikanska staden Acapulco. I själva verket besökte Elvis aldrig vare sig Mexiko eller Acapulco, utan hade en stand-in för filmningarna där. Mycket är även filmat bakom kuliss och back-projektion duk.

## Skådespelare
- Elvis Presley  Mike Windgren
- Ursula Andress  Marguerita Dauphin
- Elsa Cárdenas  Dolores Gomez
- Paul Lukas  Maximillian Dauphin
- Larry Domasin  Raoul Almeido
- Alejandro Rey  Moreno
- Robert Garricart  Jose Garcia
- Teri Hope  Janie Harkins